# Ганди, Индира
Инди́ра Приядарши́ни Га́нди (хинди इन्दिरा प्रियदर्शिनी गान्धी, англ. Indira Gandhi; 19 ноября 1917 — 31 октября 1984) — индийский политический и государственный деятель, центральная фигура в партии Индийский национальный конгресс, единственная женщина — премьер-министр Индии. Дочь первого премьер-министра страны Джавахарлала Неру.
Индира Ганди занимала пост премьер-министра с 1966 по 1977 год, а затем с 1980 года вплоть до дня её убийства — 31 октября 1984 года. Таким образом она является вторым по длительности службы премьер-министром Индии после отца.
В 1999 году Индира стала «Женщиной тысячелетия» по версии опроса, проведённого «Би-би-си».

## Биография

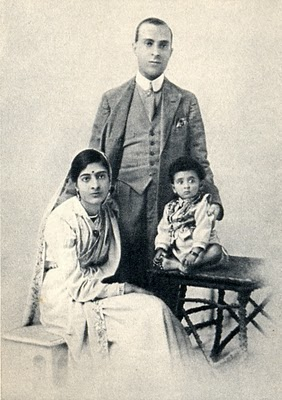
Джавахарлал Неру, Камала и их дочь Индира. 1918 год

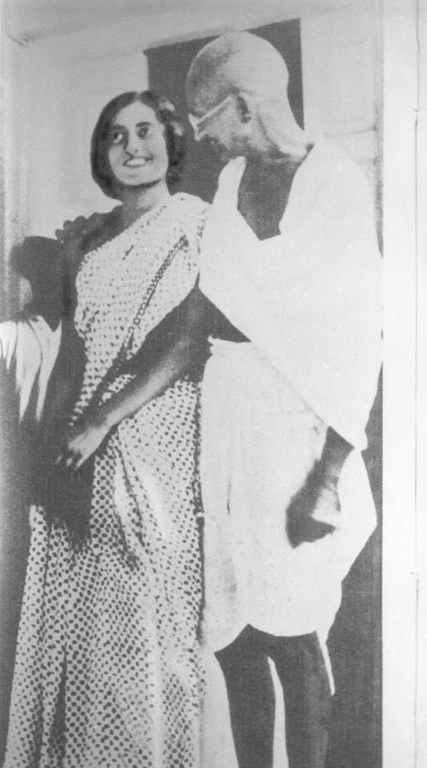
Махатма Ганди и Индира. 1930-е годы

### Юность
Индира Неру родилась утром 19 ноября 1917 года в городе Аллахабаде (современный штат Уттар-Прадеш), в семье, активно участвовавшей в борьбе за независимость Индии. Её отец Джавахарлал Неру, ставший впоследствии первым премьер-министром Индии после провозглашения независимости страны в 1947 году, в ту пору делал первые шаги на политической арене в партии Индийский национальный конгресс (ИНК). Большой известностью пользовался дед Индиры Мотилал Неру, один из ветеранов и лидеров ИНК. Активными участниками политической борьбы были и женщины семьи Неру: бабушка Индиры Сваруп Рани Неру и её мать Камала не раз арестовывались властями. Вопреки обычаям Индира родилась не в доме матери, а в богатом доме деда, построенном на священном месте, и получила имя «Страна луны» — Индира — в честь своей родины.
В двухлетнем возрасте Индира познакомилась с Махатмой Ганди, а в восемь лет по его совету организовала в родном городке детский союз по развитию домашнего ткачества. С отроческих лет она участвовала в демонстрациях, не раз служила курьером борцам за независимость. В 1934 году Индира поступила в народный университет, который создал знаменитый поэт Рабиндранат Тагор. Однако после смерти матери в 1936 году ей пришлось прервать учёбу и отправиться в Европу. В 1937 году она поступила в Сомервельский колледж Оксфорда в Англии, где изучала управление, историю и антропологию. После начала Второй мировой войны Индира решила вернуться на родину. Домой пришлось возвращаться через Южную Африку, где поселилось много индусов. И там, в Кейптауне, она выступила с первой настоящей политической речью.

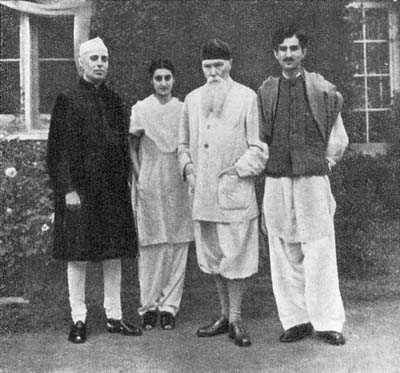
Джавахарлал Неру с дочерью Индирой, Николай Рерих, М. Юнус (Имение Рерихов, Кулу)

В 1941 году она вернулась в Индию, а в 1942 году вышла замуж за Фероза Ганди, по происхождению из парсов, небольшой группы индийцев иранского происхождения, исповедующей зороастризм. Индира и Фероз вступили в брак, пренебрегая кастовыми и религиозными барьерами, поскольку межкастовые браки считались ортодоксальными индусами кощунством по отношению к древним законам и обычаям. Индира взяла его фамилию, при этом Фероз Ганди не находился в каком-либо родстве с другим знаменитым индийским политиком по фамилии Ганди — Махатмой Ганди. Уже в сентябре 1942 года супруги были арестованы, Индира Ганди пробыла в тюрьме до мая 1943 года. У Фероза и Индиры родились два сына: старший, Раджив — 20 августа 1944 года, а младший, Санджай — 14 декабря 1946 года. В основном дети находились под присмотром матери и постоянно жили в доме деда.
15 августа 1947 года состоялось провозглашение независимости Индии, вскоре было сформировано первое национальное правительство. Индира Ганди стала личным секретарём отца-премьера и сопровождала Неру во всех зарубежных поездках.
В 1955 году Индира Ганди вместе с отцом посетила Советский Союз (Москва, Сталинград, Калач, Ялта, Алтай, Тбилиси, Ташкент, Самарканд, Магнитогорск, Свердловск).
С 1955 года Индира Ганди — член Рабочего комитета и член Центральной избирательной комиссии ИНК, председательница женской организации этой партии и член Центрального парламентского совета Всеиндийского комитета ИНК. В том же году Ганди вместе с отцом участвовала в конференции в Бандунге, положившей начало Движению неприсоединения. В 1959—1960 годах Ганди была председателем ИНК.
В 1960 году умер Фероз Ганди. В следующем году Индира была избрана членом рабочего комитета ИНК и стала выезжать в очаги национальных конфликтов.

### Первое правительство

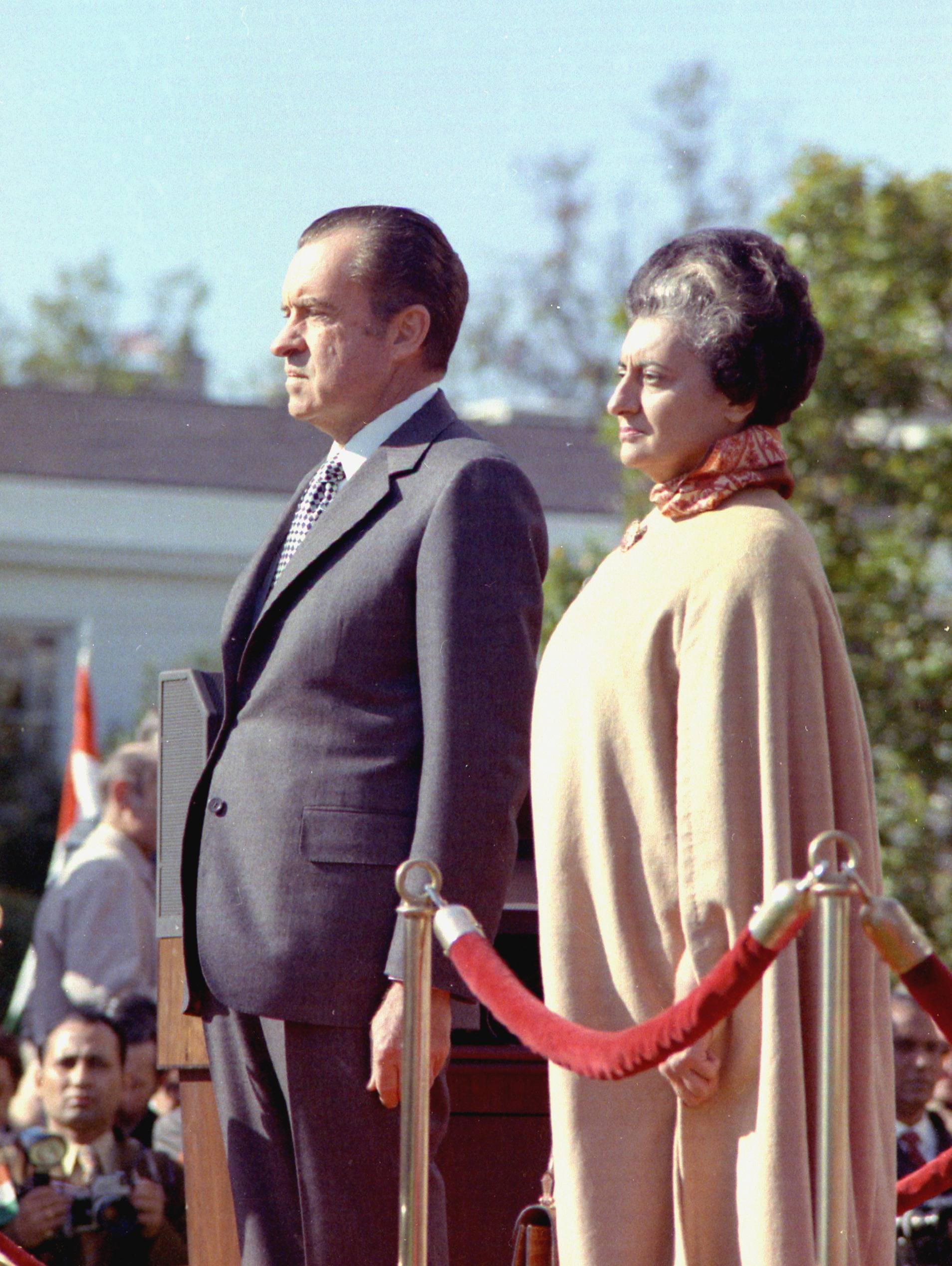
Ричард Никсон и Индира Ганди, 1971 год

В 1964 году умер отец Индиры Ганди Джавахарлал Неру. В том же году Индира была избрана депутатом Лок сабхи (нижней палаты парламента) от ИНК, а затем премьер-министр Лал Бахадур Шастри предложил Ганди войти в кабинет, и она заняла пост министра информации и радиовещания. После смерти Шастри 11 января 1966 года в Ташкенте во время мирных переговоров с Пакистаном Индира Ганди становится лидером ИНК и премьер-министром Индии (вторая в мире женщина — премьер-министр после Сиримаво Бандаранаике). В 1969 году после того, как её правительство национализировало 14 крупнейших банков Индии, консервативные лидеры ИНК безуспешно попытались исключить её из партии. В результате фракция правых вышла из ИНК, что привело к расколу партии. После этого Ганди возглавила независимую партию Конгресса, позднее официально признанную центральной избирательной комиссией Индии преемницей ИНК. Раскол произошёл вследствие намерений Ганди проводить более социально-ориентированную политику и наладить отношения с СССР. В 1971 году одержала победу на парламентских выборах под лозунгом борьбы с бедностью. В том же году произошла очередная индо-пакистанская война — после интервенции индийских войск в охваченный борьбой за независимость Восточный Пакистан, там была провозглашена республика Бангладеш. В этом конфликте Индию поддержал СССР, что способствовало ещё большему улучшению отношений между двумя странами, в результате чего был подписан «Договор о мире, дружбе и сотрудничестве с СССР».
Как отмечает профессор Кристофер Эндрю, в середине 1950-х годов по тем временам крупнейшая за пределами СССР резидентура КГБ в Индии заинтересовалась Индирой Ганди как человеком, имеющим возможность оказать влияние на Джавахарлала Неру. В 1955 году Ганди получила в подарок шубу, а позднее КГБ выделило более десяти миллионов долларов на поддержку её партии и антиамериканскую пропаганду в Индии. К неведению Индиры Ганди, значительные суммы, перечислявшиеся в фонд её партии спонсором Нараяном Мишрой, на самом деле поступали из Москвы.
Индира Ганди провела национализацию банков; в годы её правления в стране быстрыми темпами развивалась промышленность, в том числе тяжёлая, хотя и не быстрее, чем до и после её правления. Была запущена первая АЭС (в штате Махараштра); в сельском хозяйстве произошла так называемая зелёная революция, благодаря которой Индия впервые за долгие годы стала независимой от импорта продовольствия, в частности в 1981—1982 годах сельскохозяйственных годах урожай зерновых составил 133,06 миллиона тонн — на 3,5 миллиона тонн больше, чем в предыдущем году. Повысилась эффективность фермерских хозяйств, безземельные крестьяне были наделены участками.
Последствия войны с Пакистаном вызвали ухудшение экономической ситуации и рост внутренней напряжённости, вылившиеся в беспорядки в стране. В 1975 году Верховный суд Уттар-Прадеша в Аллахабаде признал Индиру Ганди виновной в нарушениях избирательного законодательства на выборах в 1971 году и приказал ей уйти в отставку, с запретом политической деятельности на шесть лет. В ответ Ганди, воспользовавшись 352 статьёй конституции Индии, в июне объявила о введении в Индии режима чрезвычайного положения. За время чрезвычайного положения в экономике был достигнут ряд успехов. Однако не все принятые меры были популярны, как, например, принудительная стерилизация для сдерживания роста населения. К тому же были ограничены политические свободы, закрыты все оппозиционные газеты.
В 1977 году, переоценив собственную популярность, Ганди назначила парламентские выборы и проиграла. Её и семью дважды арестовывали, обвиняли в коррупции.

### Второе правительство

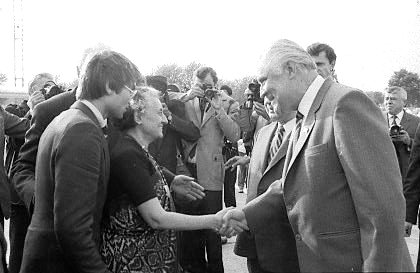
Секретарь ЦК КПУ В. В. Щербицкий встречает Индиру Ганди в Киеве, 1982 год. Фото А. Т. Бормотова

В 1978 году, объявив о создании своей партии ИНК, Ганди вновь была избрана в парламент, а на выборах 1980 года вернулась на пост премьер-министра.
14 апреля 1980 года на неё было совершено покушение: 37-летний террорист кинул в неё нож, которым был поражён один из охранников. Покушавшийся был задержан.
Вскоре Индира понесла тяжёлую личную утрату — 23 июня в авиакатастрофе погиб её младший сын и главный политический советник Санджай. В последние годы жизни Ганди уделяла большое внимание деятельности на мировой арене, в результате чего в 1983 году Индия стала председателем Движения неприсоединения. Второй срок её правления был отмечен конфликтом с сикхами, проживавшими, в основном, в штате Пенджаб. Лидер сикхов Джарнаил Сингх Бхиндранвал объявил сикхов независимой самоуправляемой общиной. Его последователи также были причастны к нападениям на индуистов в Пенджабе. Они заняли главную святыню сикхов — Золотой храм в Амритсаре. В ответ индийское правительство в июне 1984 года провело войсковую операцию «Голубая звезда», в ходе которой храм был освобождён, при этом погибло около 500 человек.

### Убийство
31 октября 1984 года Индира Ганди была убита двумя собственными телохранителями, которые оказались сикхскими экстремистами.
В индийском штате Пенджаб сикхи с осени 1983 года враждовали с центральным правительством ИНК, требуя создания независимого государства Халистан. Убийцы Ганди являлись членами группировки сепаратистов. Из премьерской охраны Ганди их хотел убрать шеф индийской контрразведки ещё 30 октября, но Ганди, желая продемонстрировать доверие сикхам, отказала в этом.
В тот день около 9 часов утра у неё было запланировано телеинтервью с Питером Устиновым, английским писателем, драматургом и актёром. При выборе платья остановилась на сари шафранового цвета, при этом сняв пуленепробиваемый жилет. Дорога к приёмной, где ждала съёмочная группа, шла через открытый двор и была усыпана белой щебёнкой. По краям дежурили два телохранителя-сикха в синих тюрбанах — Беант Сингх и Сатвант Сингх. Поравнявшись с ними, она приветливо улыбнулась, в ответ стоявший слева телохранитель выхватил револьвер и выпустил в Ганди три пули, а его напарник в упор выпустил по ней очередь из пистолета-пулемёта на добивание.
На выстрелы прибежала охрана, сикхов тут же задержали (одного из них вскоре застрелили, а второго тяжело ранили), а раненую Индиру срочно повезли в Индийский институт медицины, куда прибыли лучшие врачи. Восемь пуль поразили жизненно важные органы, ранения оказались несовместимыми с жизнью, и в 15:30 Индира Ганди, не приходя в сознание, скончалась на 67-м году жизни. В тот же день новым премьер-министром стал 40-летний сын Индиры — Раджив. Раджив был в клане по старшинству первым после брата Санджая, который погиб 23 июня 1980 года в авиакатастрофе.
В стране был объявлен 12-дневный траур. Церемония прощания с Индирой Ганди, на которую пришли миллионы людей, проходила во дворце Тин Мурти Бхаван. Через два дня, 2 ноября, она была кремирована по индуистскому обряду на берегу Джамны. В соответствии с завещанием 12 ноября её прах был развеян над Гималаями и склонами Гиндукуша близ истока Ганга.
В завещании Индира написала, что дом Мотилала Неру «Обитель радости» передан ею в фонд памяти Джавахарлала Неру, а авторские права, книги по искусству, небольшую ферму и дом неподалёку от Мехраули она завещает своим внукам Рахулу и Приянке.

## Звания
- Почётный доктор Университета Васэда
- Почётный профессор МГУ им. М. В. Ломоносова (1971)
- Почётный доктор Киевского национального университета им. Тараса Шевченко

## Память
- В Москве есть площадь, названная в честь Индиры Ганди, расположенная на углу Ломоносовского и Мичуринского проспектов. В 1987 году на этой площади ей установлен памятник.
- Имя «Индира Ганди» было присвоено лихтеровозу проекта 17502 (тип «Алексей Косыгин»), построенному на Херсонском судостроительном производственном объединении им. 60-летия Ленинского Комсомола в 1985 году.
- Имя Индиры Ганди носит медицинское училище в Ашхабаде.
- В память об Индире Ганди установлены памятники и выпущены почтовые марки многих стран мира.
- Аэропорту Дели в 1986 году было присвоено имя Индиры Ганди.
- В романе австралийского писателя Грегори Дэвида Робертса «Шантарам» (англ. Shantaram) упоминаются события 31 октября 1984 года и убийство Индиры Ганди[20].
- Деятельность Индиры Ганди и отношение к ней описано в романе Салмана Рушди «Дети полуночи» (англ. Midnight’s children).

### В филателии

Почтовые марки
Почтовый блок СССР, 1981 год (ЦФА 5256,  Yvert et Tellier BF152)
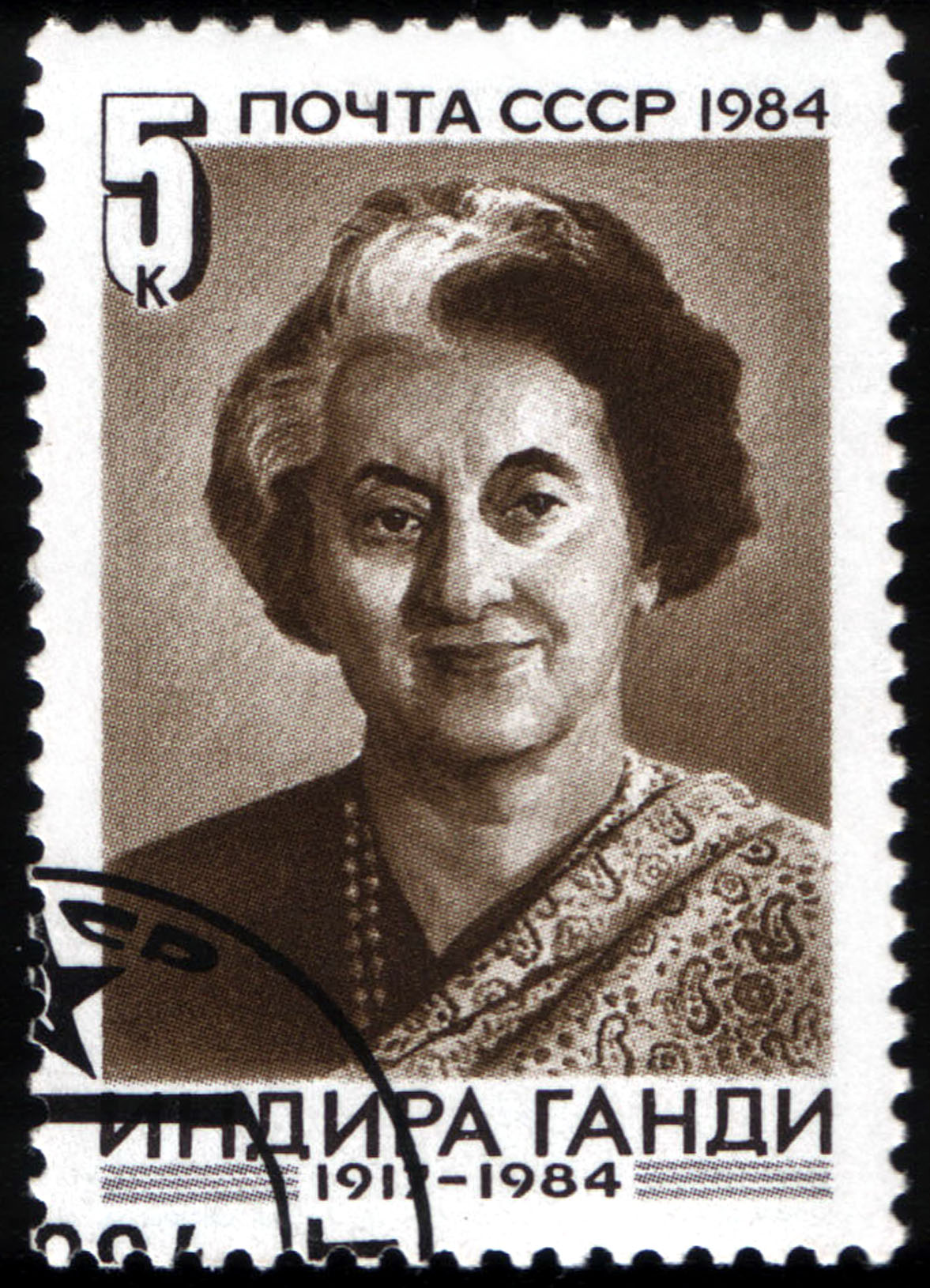
Почтовая марка СССР, посвящённая Индире Ганди, 1984 год, 5 копеек (ЦФА 5588, Скотт 5325, Yvert et Tellier 5177)
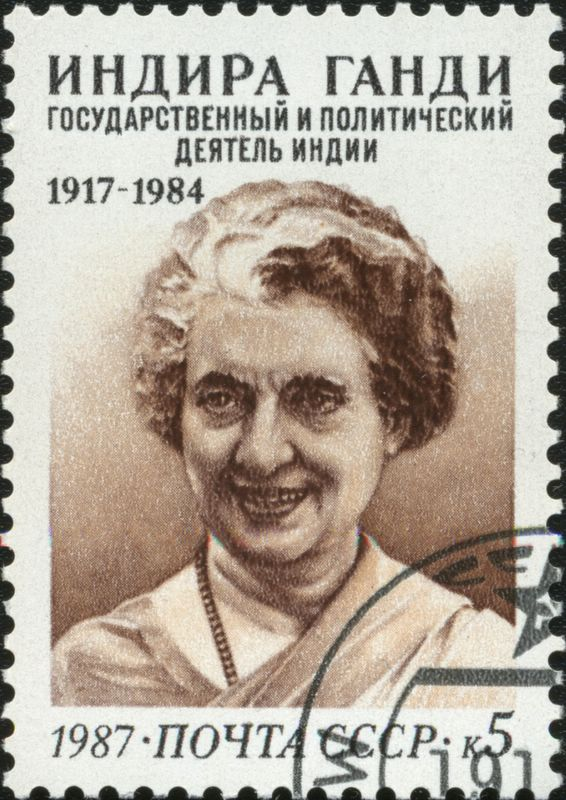
Почтовая марка СССР, 1987 год (ЦФА 5888,  Yvert et Tellier 5457)
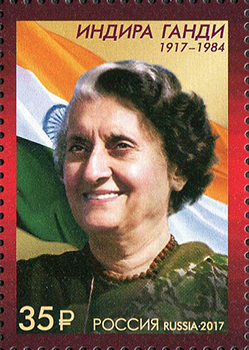
Почтовая марка России, 2017 год